# Polzelo
Polzelo este o localitate din comuna Velike Lašče, Slovenia.